# Psylliodes azoricus
Psylliodes azoricus é uma espécie de escaravelho da família Chrysomelidae. Esta espécie foi descrita por Jacobson em 1922 
| - Reino: Animalia - Filo: Arthropoda - Classe: Insecta - Ordem: Coleoptera - Família: Chrysomelidae - Género: Bruchus |  |  |  |
| --- |  |  |  |
| |  |  |  |
| |  |  |  |
| |  |  |  |

Fonte:Os dados relacionados a Psilliodes azoricus em Wikiespecies